# 道法会元
《道法会元》，为道教重要的道法书文汇编。编于明代。是研究宋、元、明道教诸派道法的重要资料，具有重要的学术价值。书中所收道士文论甚多（撰述人有王文卿、白玉蟾、黄舜申、萨守坚、莫月鼎、邹铁壁、赵宜真等），还收录有多篇宋、元新符箓派重要传人的传记和传法谱系。编者不详。大约成书於元末明初。全书共二百六十八卷。大体上，《道法会元》卷一至卷五五，为清微派道法；卷五六至卷一五四，为神霄派道法；以下各卷，为正一派、天心派、东华派、净明派及其他道派之道法。《道法会元》后收入明代正统十年出版的《正统道藏》正一部。